# البجعة السوداء (فلم 1942)
البجعة السوداء (بالإنجليزية: The Black Swan) هو فيلم تكنوكولور أمريكي صدر عام 1942، من إخراج ألفريد نيومان.

## ترشيحات وجوائز
| السنة | الحدث  | الفئة              | النتيجة |
| ----- | ------ | ------------------ | ------- |
|       | أوسكار | أفضل تصوير سينمائي | فوز     |

## وصلات خارجية
- مقالات تستعمل روابط فنية بلا صلة مع ويكي بيانات